# Verehrt und angespien
Verehrt und angespien ist das fünfte Album der deutschen Mittelalter-Band In Extremo. Es wurde am 30. August 1999 via Mercury Records veröffentlicht und erreichte den 11. Platz in den deutschen Albumcharts.

## Themen der Lieder
Herr Mannelig ist ein neu arrangiertes schwedisches Lied. Es handelt von einer Bergtrollin, die den Ritter Mannelig um Heirat bittet. Der Song wird in dem Soundtrack des 2001 erschienenen Computerspiel Gothic eingesetzt.
Der Text von Spielmannsfluch stammt aus dem Gedicht Des Sängers Fluch von Ludwig Uhland. In Extremo hat ihn etwas umgeschrieben und die Musik komponiert. Der deutsche Text erzählt von einem Spielmannspaar (Vater mit seinem Sohn), das einem bösen König ein Lied vorspielt. Der König rastet aus, da er meint, sie hätten sein Volk geblendet und hat nun Angst, dass sie nach seiner Frau verlangen. In seiner Wut wirft er sein Schwert und tötet den Jüngling.
Miss Gordon of Gight ist ein kurzes Instrumentalstück. Catherine Gordon of Gight war die Mutter des Dichters George Gordon Byron.
Im Text von Werd ich am Galgen hochgezogen, der (wie auch der von Ich kenne alles und Weiberfell) von Paul Zechs Nachdichtung von Texten von François Villon stammt, wird ein Ketzer von der Inquisition am Galgen hochgezogen.
This Corrosion ist eine Coverversion des gleichnamigen Songs der britischen Rockband The Sisters of Mercy.
Santa Maria ist ebenfalls ein von In Extremo bearbeitetes traditionelles Lied. Hier wird die Gottesmutter besungen.
Vänner och Frände ist auch ein schwedisches traditionelles Lied, dessen Titel eigentlich Vänner och fränder (zu deutsch: „Freunde und Verwandte“) lautet.
Ich kenne alles stammt größtenteils von François Villons Ballade von den allgemeinen Redensarten ab.
Der Titel des Albums bezieht sich auf das Gedicht Verehrt und angespien von Paul Zech. Das Gedicht wird auch im Lied Vor vollen Schüsseln auf den Alben Hameln und Weckt die Toten! verwendet.

## Titelliste
1. Merseburger Zaubersprüche (In Extremo/traditioneller Text) – 4:27
2. Ich kenne alles (In Extremo/François Villon) – 3:04
3. Herr Mannelig (traditionelle(r) Text und Musik) – 4:55
4. Pavane (In Extremo/traditioneller Text) – 5:00
5. Spielmannsfluch (In Extremo/Ludwig Uhland) – 3:40
6. Weiberfell (In Extremo/François Villon) – 4:27
7. Miss Gordon of Gight (In Extremo) – 2:09
8. Werd ich am Galgen hochgezogen (traditionelle Musik/François Villon, In Extremo) – 3:47
9. This Corrosion (Andrew Eldritch) – 4:02
10. Santa Maria (In Extremo/traditionelle(r) Text und Musik) – 4:27
11. Vänner och Frände (traditionelle(r) Text und Musik) – 3:57
12. In Extremo (In Extremo) – 4:26
13. Herr Mannelig (acoustic version) (traditionelle(r) Text und Musik) – 3:08 (Bonusstück)

## Singleauskopplungen
Im September wurden die beiden Singles This Corrosion und Merseburger Zaubersprüche veröffentlicht. Auf letzterer befinden sich drei Versionen des Titelsongs und Herr Mannelig.